# هیکارو تاکاهاشی
هیکارو تاکاهاشی (انگلیسی: Hikaru Takahashi؛ زادهٔ ۲۲ سپتامبر ۲۰۰۱) مدل (شخص)، و بازیگر اهل ژاپن است.